# Liste der Biografien/Bels
Liste der Biografien |
Portal Biografien |
Personensuche
# |
A |
B |
C |
D |
E |
F |
G |
H |
I |
J |
K |
L |
M |
N |
O |
P |
Q |
R |
S |
T |
U |
V |
W |
X |
Y |
Z |
?
 
Ba |
Be |
Bd |
Bg |
Bh |
Bi |
Bj |
Bl |
Bm |
Bn |
Bo |
Br |
Bs |
Bu |
Bw |
By |
Bz
 
Bea–Beb |
Bec |
Bed |
Bee |
Bef |
Beg |
Beh |
Bei |
Bej |
Bek |
Bel |
Bem |
Ben |
Beo |
Bep |
Beq |
Ber |
Bes |
Bet |
Beu |
Bev |
Bew |
Bex |
Bey |
Bez
 
Bela |
Belb |
Belc |
Beld |
Bele |
Belf |
Belg |
Belh |
Beli |
Belj |
Belk |
Bell |
Belm |
Beln |
Belo |
Belp |
Belq |
Belr |
Bels |
Belt |
Belu |
Belv |
Belw |
Bely |
Belz
Die Liste der Biografien führt alle Personen auf, die in der deutschsprachigen Wikipedia einen Artikel haben. Dieses ist eine Teilliste mit 21 Einträgen von Personen, deren Namen mit den Buchstaben „Bels“ beginnt.

## Bels

### Belsc
- Belschner, Christian (1854–1948), deutscher Lehrer und Historiker
- Belschner, Wilfried (* 1941), deutscher Psychologe

### Belse
- Belsen, Jacobus (1870–1937), russisch-lettischer Maler, Zeichner, Radierer, Karikaturist und Illustrator
- Belser, Eduard (* 1942), Schweizer Politiker (SP)
- Belser, Eva Maria (* 1970), Schweizer Rechtswissenschaftlerin
- Belser, James Edwin (1805–1859), US-amerikanischer Rechtsanwalt und Politiker (Demokratische Partei)
- Belser, Johannes von (1850–1916), deutscher katholischer Theologe
- Belševica, Vizma (1931–2005), lettische Schriftstellerin
- Belsey, Catherine (1940–2021), britische Anglistin, Hochschullehrerin und Autorin

### Belsh
- Belshaw, Annika (* 2002), US-amerikanische SkispringerinAnnika Belshaw (* 2002)

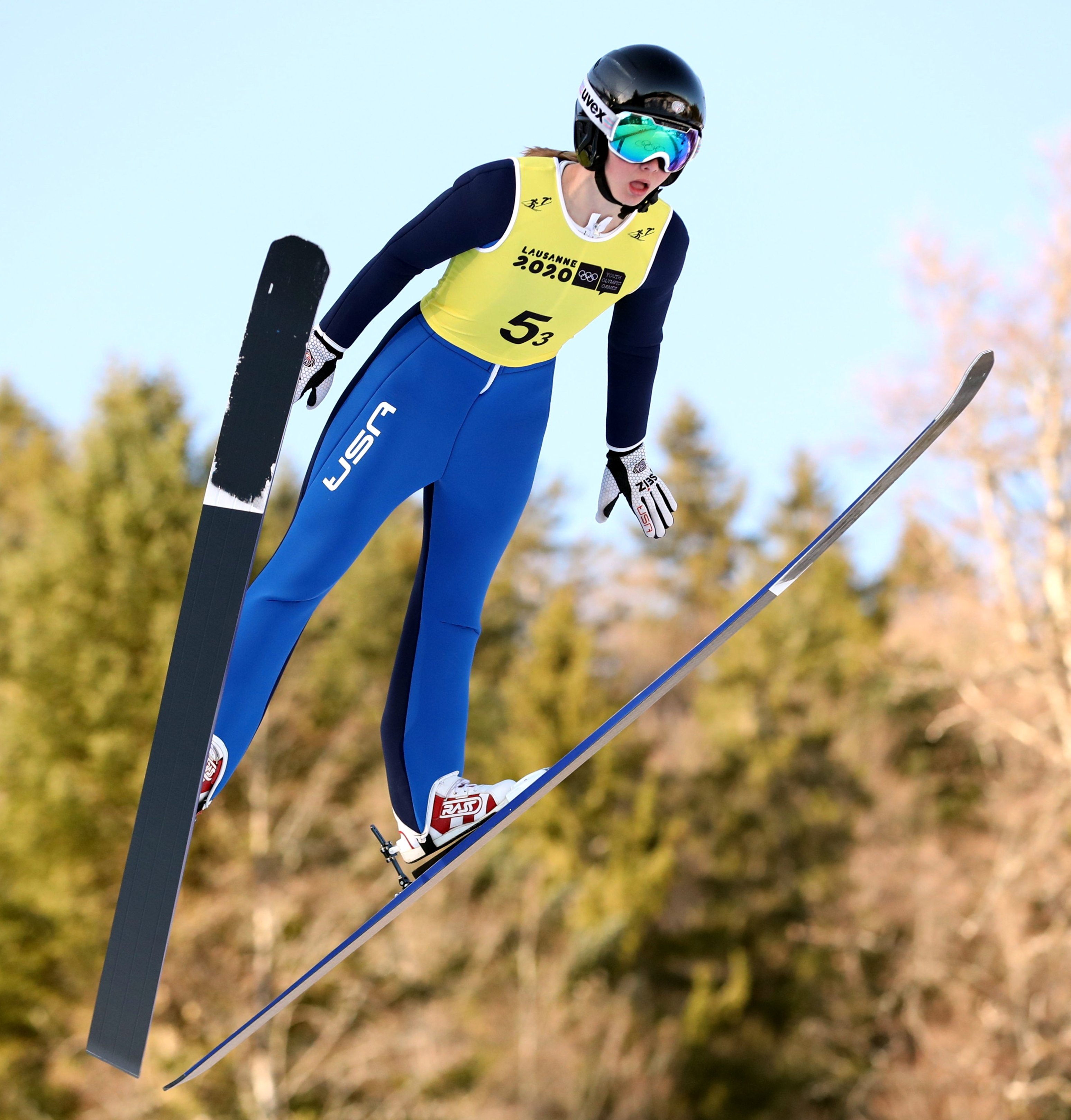
Annika Belshaw (* 2002)

- Belshaw, Erik (* 2004), US-amerikanischer Skispringer

### Belsk
- Belska, Iryna (* 1958), sowjetisch-ukrainische Astronomin und Hochschullehrerin
- Belski, Wiktar (1955–2021), sowjetisch-belarussischer Weitspringer
- Belski, Wladimir Iwanowitsch (1866–1946), russischer Librettist

### Belso
- Belsø, Tom (1942–2020), dänischer Rennfahrer
- Belson, Jerry (1938–2006), US-amerikanischer Drehbuchautor, Filmproduzent und Filmregisseur
- Belson, Kristine (* 1964), US-amerikanische Filmproduzentin

### Belst
- Belstler-Boettcher, Nicole (* 1963), deutsche Schauspielerin

### Belsu
- Belsué, Alberto (* 1968), spanischer Fußballspieler
- Belsunce-Castelmoron, Henri François-Xavier de (1671–1755), französischer Bischof von Marseille

### Belsy
- Belsy (* 1984), italienische deutschsprachige Sängerin des volkstümlichen Schlagers